# Lunatic Soul II
Lunatic Soul II – drugi album studyjny Lunatic Soul solowego projektu polskiego wokalisty i multiinstrumentalisty Mariusza Dudy. Wydawnictwo ukazało się 25 października 2010 roku nakładem wytwórni muzycznych Mystic Production i Kscope Music. Nagrania dotarły do 13. miejsca zestawienia OLiS. Pochodząca z wydawnictwa piosenka "Wanderings" dotarła do 28. miejsca Listy przebojów Programu Trzeciego Polskiego Radia.
Dwie pierwszy płyty Lunatic Soul od początku miały być dyptykiem. Podobnie jak debiutancka płyta, drugi album Lunatic Soul zawiera dźwięki hipnotyczne, orientalne, wręcz transowe które przywołują skojarzenia z takim artystami jak Dead Can Dance czy Peter Gabriel. 
Jednocześnie krytycy muzyczni zwracali uwagę na to, iż drugi album Lunatic Soul jest bardziej przystępny muzycznie od debiutu i zawiera mnóstwo pięknych melodii. Podkreślano także, że zaletą pomysłu na Lunatic Soul jest dążenie do swoistego eksperymentu co jest wyrażone choćby poprzez niestandardowe instrumenty generujące dźwięki. Oprócz perkusji, gitary akustycznej i klawiszy na płycie, pojawiają się również takie instrumenty jak quzheng, dzwony rurowe, flety, bębenek, cajón, kalimba czy smyczki.
Pod względem tekstów tak debiut Lunatic Soul był albumem „czarnym ”i przejściem na stronę śmierci, tak drugi album był zaplanowany jako „biały”, co miało symbolizować przejście na stronę życia.

## Lista utworów
Opracowano na podstawie materiału źródłowego.
1. "The In-Between Kingdom" (Mariusz Duda, Maciej Szelenbaum) – 06:48
2. "Otherwhere" (Mariusz Duda, Maciej Szelenbaum) – 02:48
3. "Suspended in Whiteness" (Mariusz Duda, Maciej Szelenbaum) – 07:56
4. "Asoulum" (Mariusz Duda) – 06:23
5. "Limbo" (Mariusz Duda) – 01:53
6. "Escape from ParadIce" (Mariusz Duda) – 04:39
7. "Transition" (Mariusz Duda) – 11:07
8. "Gravestone Hill" (Mariusz Duda) – 03:41
9. "Wanderings" (Mariusz Duda, Rafal Buczek) – 05:28

## Twórcy
Opracowano na podstawie materiału źródłowego.
- Mariusz Duda – śpiew, gitara basowa, gitara akustyczna, perkusja, produkcja muzyczna, miksowanie
- Maciej Szelenbaum – instrumenty klawiszowe, flet
- Wawrzyniec Dramowicz – perkusja (3,4), cajón (6)
- Robert i Marta Srzedniccy – miksowanie, mastering, produkcja muzyczna
- Anna Panasz – zdjęcia